# Bábis Kandiláptis
 (avril 2017).
Si vous disposez d'ouvrages ou d'articles de référence ou si vous connaissez des sites web de qualité traitant du thème abordé ici, merci de compléter l'article en donnant les références utiles à sa vérifiabilité et en les liant à la section « Notes et références ».
 (avril 2017).
Bábis Kandiláptis (grec moderne : Μπάμπης Κανδηλάπτης), né le 27 novembre 1954 à Kilkis (Grèce) est un artiste pluridisciplinaire (Installation, peinture, dessin, photos, vidéos),,,,,,,,,,,.

## Biographie
Professeur responsable de l'Atelier de Dessin à l'École supérieure des Arts visuels (Arts2) à Mons (Belgique), Bábis Kandiláptis développe, depuis le milieu des années 1980, un travail plastique s'attachant à mesurer l'impact mémoriel des images (Iconomachie comme guerre civile) et leur cheminement au sein des imaginaires individuels et collectifs. À travers dessins, peintures, sculptures et d’installations murales ou volumétriques, son parcours l’amène, par le jeu philosophique de l’analogie - se faisant tantôt grave, tantôt enjoué - à passer de l’histoire de sa famille à celle de la guerre civile grecque des années 1940, pour en venir semblablement à un autre conflit, celui qui mit aux prises au huitième siècle de notre ère les iconoclastes et les iconodoules, sur la question des représentations des figures saintes et qui inaugura une «politique des images ». Ces différents épisodes deviennent autant de prétextes pour interroger la manière dont les individus se construisent au et en regard des images, à une époque où un tel enjeu se fait des plus intenses. Yoann Van Parys : « Métaphores en commun » Éditions Yellow Now 2012

## Principales expositions
- 1984 : Place Saint Lambert "Investigations" Organisation Espace 251 Nord, LIEGE (B)
- 1986 : Palais des Beaux-Arts, BRUXELLES (B) « Au cœur du Maelström »
- 1987 : Musée des Beaux-Arts, NANTES (F), Musée Paul Valéry, SETE (F), Réfectoire des Jacobins, TOULOUSE (F) « Art Grec : Lumière, Figure, Mythologies »
- 1989 : Galerie Métropole « Iconomachie comme guerre civile » BRUXELLES.
- 1989 : Galerie Municipale d’Art Contemporain de Saint Priest, FRAC Rhône Alpes LYON (F) « Figures »
- 1990 : Provinciaal Museum, HASSELT (B) « Het Latijnse Noorden in Vier Scenes »
- Salla Parpallo, VALENCIA (SP) « Taller d’Art Contemporani »
- 1991 : Ludwig Forum für Internationale Kunst, AACHEN (D) « Eurégionale 91 »
- 1992 : MUHKA / Museum van Hedendaagse Kunst, ANTWERPEN (B)« Woord en Beeld in de Belgische Kunst van A tot Z »
- 1993 Musée d’Art Moderne, Fondation Calouste Gulbekian, LISBONNE (P) « La tentation d’images » / Anciens Établissements Old England, Bruxelles (B) « Le Jardin de la Vierge » Espace 251 Nord /
- Les Brasseurs, LIEGE (B) « Par toi se réjouit toute créature »
- 1994 : Kunsthalle, RECKLINGHAUSEN (D) Musée des Beaux-Arts, CHARLEROI (B) « Transfer ».
- 1997 : Le Botanique, BRUXELLES (B), Galerie Nationale Le Zacheta, VARSOVIE (PL) « Magritte en Compagnie. Du Bon Usage de l’Irrévérence »
- 1998 : Musée Ludwig, KÖLN (D) « Per Video-Vidéo d’artistes internationale »
- 1999 : Musée Saint-Georges, LIEGE (B) « Quand soufflent les vents du sud »
- 2001 : Tour et Taxis, (Espace 251 Nord), BRUXELLES (B) « Ici et maintenant »
- 2003 : Musée d’ Art Moderne & d’ Art Contemporaine, LIEGE (B) Invitation de Jacques Lizène « Chaque minute l’art à Liège change le monde »
- 2005 : Halles de Schaerbeek, BRUXELLES (B). « La folie originelle » de Eugène Savitzkaya : lecture /performance.
- 2006 : Espace 251 Nord, LIEGE (B) « Images Publiques »
- 2007 : Musée d’Art Moderne et d’Art Contemporain, LIEGE (B) « Shoot the Sheriff » La SPAC Collection.
- Halles de Schaerbeek, BRUXELLES (B), « Muba » de Eugène Savitzkaya : lecture /performance.
- 2009 : Bozar, BRUXELLES (B) “ L’Union fait la forme ”
- 2012 : "Métaphores en commun". Présentation du livre aux Éditions Yellow Now, Au comptoir du livre, LIEGE (B).
- 2013 : « What do you say ? » Kandilaptis-Exposito Lopez. Espace LOODS12 – Wetteren (B).
- 2014 : "Art Public 2014", TOURNAI (B) / "Sharing works", FdG Projects (Frédéric de Goldschmidt Collection), BRUXELLES.
- 2015 : « Les mains libres » , Espace 251 Nord, LIEGE (B) / Wild open space-Les moissons de la cité, Grand Curtius, LIEGE (B) / Artour-Homo Faber, Musée IANCHELEVICI, LA LOUVIERE (B).